# Ташкентское авиационное производственное объединение им. В. П. Чкалова
Ташкентское авиационное производственное объединение имени В. П. Чкалова (ГАО «ТАПОиЧ») — предприятие, производившее авиационную технику (Ил-14, Ан-8, Ан-12, Ан-22, Ил-76 и Ил-114) в Ташкенте (Узбекистан). Было основано 20 ноября 1941 года, и как авиастроительное предприятие прекратило существование в 2014 году. 
В 2012 году предприятие получило название в АО «Ташкентский механический завод» (ТМЗ), а в 2015 году было передано в состав АО «Узбекистон темир йуллари» (Железные дороги Узбекистана). Также в 2020 году на территории завода был образован производственный комплекс «Технопарк» широкого профиля выпускаемой продукции.

## История

### Предыстория
Ташкентский авиазавод берёт начало от основанного в 1932 году ремонтного завода № 84 ГВФ в городе Химки Московской области, эвакуированного в 1941 году в Ташкент.
15 февраля 1928 году был утверждён первый пятилетний план. В этом плане было высказано желание главного управления в ускорении развития отечественной авиации, и переход на 100 % внутреннее авиапроизводство. К концу первой пятилетки было построено несколько советских моделей. В течение второй пятилетки новому заводу было поставлена задача техобслуживания и переоборудования самолёта АНТ-9. В 1935 году, завод получил заказ на переоборудование пассажирского самолёта АНТ-9 в агитационный самолёт журнала «Крокодил».
Рост авиации, востребованный планом I пятилетки, требовал устойчивого и простого в конструкции самолёта. В то время американский «Достон» имел большой спрос на мировом рынке.
В 1936 году началась подготовка к выпуску лицензионного самолёта ДС-3. Сам самолёт приобрёл новое обозначение ДС-3 2М-62ИР. В 1939 году испытания были проведены успешно и самолёт получил новое обозначение ПС-84 (Пассажирский самолет завода № 84). B 1936 на базе бригады № 2 ЦКБ авиазавода № 39 было создано ОКБ-84 во главе с Н. Н. Поликарповым, в котором проводились работы по истребителям И-15, И-16, И-17, пикирующим бомбардировщикам ВИТ-1, ВИТ-2. ОКБ Поликарпова работало на заводе до февраля 1938 года.
В 1937 году на заводе были построены катера на воздушной подушке В. И. Левкова.
В 1939 году под руководством конструктора В. Ф. Болховитинова был построен бомбардировщик ББС-1. В 1940 году, за год до переправки предприятия в Ташкент, оборудование было модернизировано для увеличения производства.
- АНТ-9
- И-16
- ББС-1
- СВП, Л-5
- Ли-2

### После эвакуации в Ташкент
После вступления СССР во Вторую мировую войну, на заводе был налажен ремонт повреждённых на фронте советских самолётов Ил-2.
В декабре 1941 года из города Химки Московской области в Ташкент была произведена эвакуация завода. Груз и люди были распределены в 17 эшелонах. В январе 1942 года завод был перебазирован и возобновил работу на новом месте. С 1942 года организовано производство нового самолёта Ли-2, созданного на основе американского самолёта DC 3. Производство с 1941 по 1953 год (первые шесть машин построены до эвакуации в 1941 году).
- С 1954 года по 1958 включительно завод выпускал транспортные самолёты Ил-14[16].
- С 1958 года начался выпуск самолётов Ан-8, который продолжался по 1961 г.
- В 1960 году изготовлен первый экземпляр винтокрыла Ка-22.
- С 1961 года начат выпуск транспортных самолётов Ан-12. Производство по 1972 год.
- В 1962 году сформирован информационно-вычислительный центр (ИВЦ).
- С 1966 года начата постройка тяжёлых транспортных самолётов «Антей»[17]. Всего до 1975 года было построено 66 самолётов Ан-22[18][19].
- В 1972 году на базе завода образовано ПО (Производственное объединение) в который вошли Ташкентский, Андижанский и Ферганский механические заводы. Внедрена на Ташкентском производительном предприятии автоматизированная система управления (АСУП).[1]
- С 1973 года завод выпускал средний транспортно-десантный самолет Ил-76, а также его версию воздушного топливозаправщика Ил-78 и самолёта дальнего радиолокационного обнаружения и управления (ДРЛОиУ) А-50 [20]. Oфициально заказ на производство самолёта был выдан в плане X пятилетки, 1976—1980. Всего на предприятии было выпущено 950 машин.
- 23 марта 1982 года, во время внепланового посещения ТАПОиЧа делегацией во главе с Леонидом Брежневым и Шарафом Рашидовым, произошло обрушение технологической стремянки. В результате Л. И. Брежнев получил травмы и сломал ключицу[21].

- Ил-14
- Ан-8
- Ан-12
- Ан-22 «Антей»
- Ил-76

### В постсоветский период
Плановая система советского периода гарантировала каждому производственному объединению спрос на изготовленную продукцию. Так, ТАПОиЧ в производстве самолётов занималось изготовлением фюзеляжей и нуждалось в двигателях, которые поставлялись с других предприятий СССР.
После распада СССР правительство Узбекистана поставило задачу по увеличению внутренней продукции и замене отечественным производством импортной продукции. Последовала протекционистская политика, остановка обмена валюты и применены финансовые и юридические методы по снижению товарооборота между Узбекистаном и другими странами. Само предприятие осталось под контролем государства; незначительная часть акций (10 %) была распродана рабочему коллективу.
- Ил-114
- Ил-114-100
- Ил-78

В таких условиях последовали: ухудшение условий труда, уменьшение количества производимых самолётов, старение производственного оборудования, утечка квалифицированных специалистов. Производство авиатехники падало, темп производства снизился с 46 самолётов в 1992 году до 6 в 1995, в дальнейшем эта тенденция продолжалась вплоть до полного развала производства.
- В 1990 году была организована кооперация с украинским «ОКБ Антонов» на поставку крыла для самолёта Ан-70.
- В 1992 году был поднят в воздух первый экземпляр Ил-114.
- В 1995 году начато производство модернизированного самолёта Ил-76МФ с новыми двигателями ПС-90А.
- В 1997 году преобразовано в акционерное общество (ГАО «ТАПОиЧ»)[2].
- С 2000 года завод перешёл с непосредственно авиационного производства на мелкое производство бытовых предметов для населения.
- В 2002 году осуществлена фактическая остановка производства[26].
- В 2005 году подписан контракт на поставку ВВС КНР  4 экземпляров заправочных самолётов Ил-78 (модификация Ил-76), но в итоге контракт стоимостью 1,5 млрд долл. был сорван[27].
- В 2007 году объявлено о планируемом в 2008 году вхождении ТАПОиЧ в состав российской Объединенной авиастроительной корпорации (ОАК), при сохранении за объединением контроля со стороны Республики Узбекистан[25].
- В 2010 году Хозяйственный суд Ташкента инициировал процедуру банкротства в отношении ГАО «ТАПОиЧ»[28]. 1 ноября на предприятии было введено внешнее управление сроком на один год[29].
- С 1 января 2011 года ГАО «ТАПОиЧ» возглавил Рустам Абдуразаков, получивший должность внешнего управляющего[30].
- 1 июня 2011 года вице-премьер России Сергей Иванов объявил, что ТАПОиЧ не войдёт в состав ОАК[31].

#### Переориентирование производства
В 2012 году на территории ГАО ТАПОиЧ начался демонтаж ранее построенных инфраструктурных объектов. С фасадного забора объединения исчезли буквы «ТАПОиЧ», демонтирован и макет самолета Ил-76 у проходной завода. По состоянию на середину года производство самолётов прекращено, завод переориентирован на другую деятельность.
На основании постановления Президента Республики Узбекистан от 04.04.2012 г., ГАО «ТАПОиЧ» переименовано в АО «Ташкентский механический завод».  
С 1 мая 2015 года АО «Ташкентский механический завод» вошёл в состав АО «Узбекистон темир йуллари» (Железные дороги Узбекистана) и приступил к освоению производства деталей для предприятий железнодорожной отрасли страны. 
В 2020 году на территории завода был образован производственный комплекс «Технопарк» широкого профиля выпускаемой продукции. 

## Социальная инфраструктура
В связи с плановой экономической системой УзССР, помимо производства самолётов, на завод были возложены задачи, не связанные с основным производством. Заводом были построены такие объекты Соцкультбыта, как больницы, детские сады, открыты курортные зоны.
В 1983 году было начато строительство 2-й ветки Ташкентского метро. Станция «Чкаловская» была построена на средства завода.
В 1942 году персонал завода участвовал в строительстве Северного Ташкентского канала.
В 1966 году в Ташкенте произошло землетрясение, после которого часть заводских средств и персонала была направлена на устранение последствий катастрофы.
Курортные зоны
- В 1947 году был открыт дом отдыха «Чигатай».
- В 1960 году начал функционирование пансионат «Золотые пески», расположенный на берегу озера Иссык-Куль близ села Бостери, с пропускной способностью 1200 ч/г[40][41]. В 2016 году пансионат полностью перешёл в собственность Кыргызстана вместе с другими бывшими узбекистанскими пансионатами на Иссык-Куле.
- «Кристалл»[42][43][44][45][46]
- «Сокол»[42][47][48]
- «Кумышкан»[42]

Детские лагеря
- «Акташ» — первый детский лагерь предприятия, построен в 1945 году[49].
- «Гулистан»
- «Лайнер»

Медицинские центры
- Медсанчасть при ГАО ТАПОИЧ[50]
- Больница при ГАО ТАПОиЧ[51]

Спортивные комплексы
- Стадион «Старт»[52]

Развлекательные комплексы
- Кинотеатр имени Б. П. Лисунова.[53]. После распада СССР объект был продан[2], а позже снесён.
- Дворец культуры и техники авиастроителей им. В. Н. Сивца[54][55]

## Награды
- Орден Ленина, 1945 г.
- Орден Трудового Красного Знамени, 1962
- Орден Октябрьской Революции, 1973 г.
- Орден Ленина, 1982 г.

Награды предприятия, полученные в советский период:
- В 1945 году предприятие было награждено орденом Ленина за образцовое выполнение заданий правительства по производству боевых самолётов.[56]
- В 1962 году завод был награждён орденом Трудового Красного Знамени за успешное выполнение заданий правительства по выпуску новой техники.[56]
- В 1973 году объединение было награждено за успешное выполнение VIII пятилетнего плана и организацию производства новой техники орденом Октябрьской Революции[56]
- В 1982 году, во время визита Л. И. Брежнева, коллектив завода был награждён вторым орденом Ленина.[21]